# Pナムココレクション
Pナムココレクションは、パチンコ機種の名称。

## 概要
1980年代のテレビゲームソフトとのタイアップされた作品。
ユニバーサルエンターテインメントからの発売で、2021年9月5日よりホールに納品される。パックマン、ゼビウス、ディグダグ、ドルアーガの塔といった4作品がモチーフの機種。パチンコの演出は4作品のうちから選択する。ゲームオリジナルの8ビットサウンドとドットキャラクターが登場する演出となっている。
ゲームさながらの興奮を再現させたといいう小当たりRUSHがある。初回の大当たりの次には必ず小当たりRUSHのモードに突入するようになっている。この小当たりRUSHは残機が減るまで継続して、残機が減ればナムコラッシュEXかカウントダウンモードに移行する。